# دانیله کاسیا
دانیله کاسیا (انگلیسی: Daniele Cacia؛ زادهٔ ۲۳ اوت ۱۹۸۳) بازیکن فوتبال اهل ایتالیا است.
از باشگاه‌هایی که در آن بازی کرده‌است می‌توان به باشگاه فوتبال رجینا، باشگاه فوتبال هلاس ورونا، باشگاه فوتبال فیورنتینا، باشگاه فوتبال اسپال، باشگاه فوتبال آسکولی، باشگاه فوتبال لچه، باشگاه فوتبال بولونیا، باشگاه فوتبال پیاچنزا، باشگاه فوتبال پیستویزه، باشگاه فوتبال پادوا، باشگاه فوتبال چزنا، باشگاه فوتبال نووارا، و باشگاه فوتبال ترنانا اشاره کرد.
وی همچنین در تیم‌های ملی فوتبال زیر ۱۸ سال ایتالیا و زیر ۱۹ سال ایتالیا بازی کرده‌است.